# Björn Borg
Björn Rune Borg (Anhörenⓘ; * 6. Juni 1956 in Stockholm) ist ein ehemaliger schwedischer Tennisspieler. Im Laufe seiner relativ kurzen Karriere gewann Borg 66 Einzeltitel, darunter 11 Grand-Slam-Titel. In den Jahren 1976 bis 1980 gewann er fünfmal in Folge in Wimbledon, zwischen 1974 und 1981 sicherte er sich sechs Titel bei den French Open. Im Team holte er 1975 den Davis Cup erstmals nach Schweden. Zudem gewann er zweimal das Saisonabschlussturnier, das Masters. Die Jahre 1979 und 1980 beendete Borg an der Spitze der Weltrangliste. Er war einer der dominierenden Spieler der zweiten Hälfte der 1970er und frühen 1980er Jahre und wird zu den besten Spielern der Tennisgeschichte gezählt.

## Karriere
| Rang                | Spieler       | Wochen |
| ------------------- | ------------- | ------ |
| 1.                  | Novak Đoković | 428    |
| 2.                  | Roger Federer | 310    |
| 3.                  | Pete Sampras  | 286    |
| 4.                  | Ivan Lendl    | 270    |
| 5.                  | Jimmy Connors | 268    |
| 6.                  | Rafael Nadal  | 209    |
| 7.                  | John McEnroe  | 170    |
| 8.                  | Björn Borg    | 109    |
| 9.                  | Andre Agassi  | 101    |
| Stand: 9. Juni 2024 |               |        |

| Rang                      | Spieler       | Titel |
| ------------------------- | ------------- | ----- |
| 1.                        | Novak Đoković | 24    |
| 2.                        | Rafael Nadal  | 22    |
| 3.                        | Roger Federer | 20    |
| 4.                        | Pete Sampras  | 14    |
| 5.                        | Roy Emerson   | 12    |
| 6.                        | Björn Borg    | 11    |
| 6.                        | Rod Laver     | 11    |
| 8.                        | Bill Tilden   | 10    |
| Stand: 10. September 2023 |               |       |

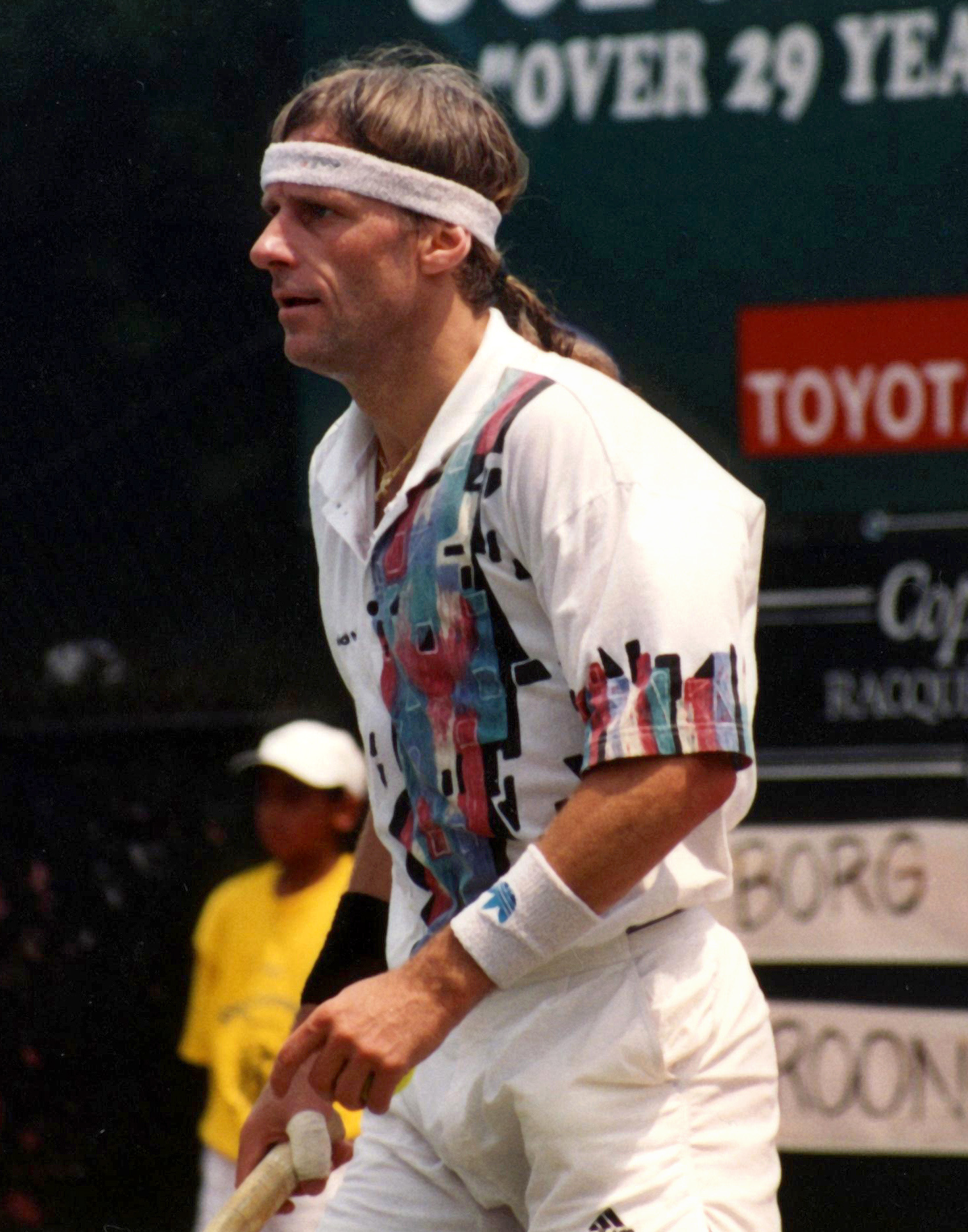
Borg (1991)

Schon 1972, im Alter von 15 Jahren, sorgte Borg für Aufsehen, als er sein erstes Davis-Cup-Match für Schweden gewann. Im gleichen Jahr holte er sich auch den Wimbledon-Titel bei den Junioren. 1973 spielte Borg seine erste komplette Saison auf der Profitour und erreichte bei den French Open und den US Open jeweils das Achtelfinale sowie sein erstes Viertelfinale in Wimbledon.
1974 gewann er im Alter von 17 Jahren und elf Monaten bei den Italian Open seinen ersten Profititel. Im selben Jahr kamen sechs weitere Titel hinzu, darunter auch der Titel bei den French Open, den Borg als bis dahin jüngster Spieler gewann. Er beendete die Saison auf Platz 3 der Weltrangliste. 1975 setzte er seinen Aufstieg in die Weltspitze fort. Unter seinen fünf Saisontiteln war erneut der Titel bei den French Open, den er im Finale gegen Guillermo Vilas erkämpfte. In Wimbledon erreichte Borg erneut das Viertelfinale, bei den US Open sogar das Halbfinale. Am Ende der Saison führte er Schweden zum ersten Davis-Cup-Triumph; beim 3:2-Finalsieg über die Tschechoslowakei gewann Borg beide Einzel.
1976 gelang ihm sein erster Titelgewinn in Wimbledon – im Finale gegen den favorisierten Ilie Năstase. Der Erfolg des Sandplatzspezialisten Borg galt damals als mittlere Sensation. Bei den großen Sandplatzturnieren selbst blieb er in diesem Jahr dagegen ohne Erfolg; er scheiterte bei den French Open an Adriano Panatta und bei den US Open am Weltranglistenersten Jimmy Connors – bei den French Open im Viertelfinale und bei den US Open im Finale. 1977 verteidigte Borg seinen Wimbledontitel in einem Fünfsatz-Krimi gegen Connors und nahm zwischenzeitlich Platz 1 der Weltrangliste ein. Mit insgesamt elf Saisontiteln beendete er die vierte Saison in Folge unter den besten drei Spielern der Welt.
1978 dominierte Borg die Profitour endgültig. Bei neun Saisonsiegen gelang ihm auch das erste Double von French Open und Wimbledon, bei den US Open verlor er dagegen das Finale erneut gegen Connors. 1979 konnte Borg die Titel in Paris und London verteidigen und mit zehn weiteren Titeln erstmals eine Saison als Nummer 1 der Weltrangliste beenden. Zudem gewann er erstmals in seiner Karriere das Masters, das erst im Januar des folgenden Jahres stattfand.
1980 schaffte Borg das dritte Double von French Open und Wimbledon in Folge, was noch immer zu den größten Leistungen der Tennisgeschichte gehört. Im Finale der US Open unterlag er dagegen zum dritten Mal in Folge, diesmal dem aufstrebenden John McEnroe. Dank eines erneuten Masters-Titels und neun weiteren Titeln beendete Borg die Saison wiederum an der Spitze der Weltrangliste.
Die Saison 1981 wurde seine letzte große. Borg gelangen dabei zum dritten Mal in seiner Karriere drei Finalteilnahmen bei Grand-Slam-Turnieren. Bei den French Open feierte er seinen vierten Titel in Folge und sechsten Turniersieg insgesamt (dieser Rekord sollte erst 2011 von Rafael Nadal eingestellt werden), in Wimbledon hingegen endete seine Rekordserie von fünf Titeln in Folge mit einer Finalniederlage gegen John McEnroe. Und auch in seinem vierten US-Open-Finale unterlag er McEnroe. In Genf gewann Borg dann im September 1981 seinen 66. und letzten Titel.
Nach der Saison entschloss er sich, eine viermonatige Auszeit vom Turniergeschehen zu nehmen. Er trat nur noch beim Turnier in Monte Carlo (seinem Wohnsitz) an, bei dem er das Viertelfinale erreichte. Von Seiten der Funktionäre wurde er dann darauf hingewiesen, dass er künftig die Qualifikationsrunden der jeweiligen Turniere bestreiten müsse, wenn er nicht die geforderte Anzahl von Turnieren im Saisonverlauf spiele. Daraufhin beendete Borg die Saison 1982 vorzeitig. 1983 trat er noch einmal in Monte Carlo an und gab kurz darauf – im Alter von gerade mal 26 Jahren – seinen Rücktritt bekannt.
In den folgenden zehn Jahren unternahm Borg mehrere Comebackversuche. Er scheiterte 1984 in Stuttgart in der ersten Turnierrunde, ebenso 1991 in Monte Carlo, 1992 bei insgesamt acht Turnieren und 1993 bei weiteren drei Turnieren. In Moskau verlor er schließlich im November 1993 den entscheidenden Tiebreak gegen Alexander Wolkow, daraufhin beendete er endgültig seine Karriere. Seit vielen Jahren ist er als Spieler auf der Seniorentour unterwegs.
Björn Borg gehört neben Anja Pärson, Sarah Sjöström und Ingemar Stenmark zu den wenigen Sportlern, die zweimal mit der renommierten Svenska-Dagbladet-Goldmedaille geehrt wurden (1974, 1978).

## Statistiken und Rekorde
- Beste Grand-Slam-Match-Bilanz in der Open Era mit 141 Siegen und 17 Niederlagen (89,2 %).
- Beste Fünfsatz-Bilanz bei Grand Slams mit 24 Siegen und drei Niederlagen (88,9 %).
- Borg gewann als einziger Spieler dreimal in Folge die French Open und Wimbledon in einer Saison (1978–1980).
- Bei den French Open 1978 verlor er nur 32 Spiele in sieben Matches, das ist Rekord bei allen Grand Slams.
- In Wimbledon weist er die höchste Siegquote mit 51 Siegen und vier Niederlagen auf (92,7 %).
- Zudem gewann Borg in Wimbledon 41 Matches in Folge, den Open-Era-Rekord von fünf Titeln in Folge (1976–1980) teilt er sich mit Roger Federer (2003–2007).
- Nur Borg (1976) und Federer (2017) gewannen Wimbledon in der Open Era ohne Satzverlust.
- Borg bestritt in seiner Karriere 27 Grand-Slam-Turniere, davon gewann er elf (Siegquote von 41 %).
- Er ist der einzige Spieler, dem als Teenager 17 Turniersiege gelangen.
- Von Tokio 1979 bis Las Vegas 1980 gewann er zehn Turniere in Folge, Rekord in der Open Era.

## Einfluss
Aufgrund seines Nimbus wurde Björn Borg ein prägendes Vorbild – besonders für die sportlich interessierte Jugend und weit über das Tennis hinaus. Borg löste einen wahren Tennisboom aus. Viele, die mit Tennis bis dahin nichts anzufangen wussten, interessierten sich plötzlich für diesen Sport; unzählige Kinder begannen das Tennisspielen zu erlernen, um ihm nachzueifern. Insofern scheint es durchaus berechtigt, wenn in der Tenniswelt – in Anlehnung an die Beatlemania – von einer „Borgmania“ gesprochen wurde. Björn Borg gebührt das große Verdienst, aus der Nischen-Sportart Tennis einen Breitensport gemacht zu haben.
Bahnbrechend war auch seine Vermarktung. Die heute weltweit tätige Marketing- und Modelagentur International Management Group (IMG) des inzwischen verstorbenen Mark McCormack wurde mit Sportpersönlichkeiten wie Borg und dem Golfer Arnold Palmer groß.
Nach seiner Profikarriere versuchte sich Borg als Geschäftsmann. Mehrere großangelegte wirtschaftliche Projekte erzielten jedoch nicht den gewünschten Erfolg. Obwohl sein Vermögen gegen Ende seiner Karriere auf etwa 80 Mio. US-$ geschätzt wurde, meldete Borg 1996 in Schweden Insolvenz an. Diesen wirtschaftlichen Tiefpunkt hat er mittlerweile überwunden, heute ist er in Schweden als Geschäftsmann erfolgreich.
Seit einigen Jahren ist Björn Borg Namensgeber für eine vor allem in Skandinavien erfolgreiche Bekleidungs- und Parfum-Marke. 2004 gaben Kunden rund 70 Millionen Euro für Björn-Borg-Produkte aus. Am 20. Dezember 2004 ging die Markeneigentümerin World Brand Marketing (WBM) an die Stockholmer Börse OMX (Neuer Markt).
Borg wird wegen seiner Erfolge als Star verehrt, der zeitgleich agierende, wortkarge Ingemar Stenmark aber als Held.

## Persönliches
Björn Borg wurde im Södersjukhuset im Süden Stockholms geboren. Er wuchs in Södertälje geschwisterlos auf.
Seine erste Jugendromanze war die Tennisspielerin Helena Anliot, die später den Sport ebenfalls professionell betrieben hat. Am 24. Juli 1980 heiratete Borg in Bukarest die rumänische Tennisspielerin Mariana Simionescu, 1984 wurden sie geschieden. 1985 traf er das Fotomodell Jannike Björling, mit der er seinen Sohn Robin (* 1985) hat; sie trennten sich 1988. Zwischen 1989 und 1993 war er mit der italienischen Sängerin Loredana Bertè verheiratet. Seit dem 8. Juni 2002 ist Borg mit Patricia Östfeldt verheiratet, mit ihr hat er einen Sohn Leo (* 2003), der 2021 erstmals an einem Grand-Slam-Turnier der Junioren teilnahm.

## Karrierebilanz
| Turnier1                   | 1993 | 1992 | 1991 | 1990 | 1989 | 1988 | 1987 | 1986  | 1985 | 1984 | 1983 | 1982 | 1981 | 1980 | 1979 | 1978 | 1977 | 1976  | 1975  | 1974  | 1973  | 1972  | 1971 | Gesamt  |
| -------------------------- | ---- | ---- | ---- | ---- | ---- | ---- | ---- | ----- | ---- | ---- | ---- | ---- | ---- | ---- | ---- | ---- | ---- | ----- | ----- | ----- | ----- | ----- | ---- | ------- |
| Australian Open            | –    | –    | –    | –    | –    | –    | –    | n. a. | –    | –    | –    | –    | –    | –    | –    | –    | –    | –     | –     | 3R    | –     | –     | –    | 0       |
| French Open                | –    | –    | –    | –    | –    | –    | –    | –     | –    | –    | –    | –    | S    | S    | S    | S    | –    | VF    | S     | S     | AF    | –     | –    | 6       |
| Wimbledon                  | –    | –    | –    | –    | –    | –    | –    | –     | –    | –    | –    | –    | F    | S    | S    | S    | S    | S     | VF    | 3R    | VF    | –     | –    | 5       |
| US Open                    | –    | –    | –    | –    | –    | –    | –    | –     | –    | –    | –    | –    | F    | F    | VF   | F    | AF   | F     | HF    | 2R    | AF    | –     | –    | 0       |
| Gewonnene Einzel-Titel     | 0    | 0    | 0    | 0    | 0    | 0    | 0    | 0     | 0    | 0    | 0    | 0    | 3    | 9    | 13   | 9    | 12   | 7     | 5     | 8     | 0     | 0     | 0    | 66      |
| Gesamt-Siege/-Niederlagen2 | 0:3  | 0:8  | 0:1  | 0:0  | 0:0  | 0:0  | 0:0  | 0:0   | 0:0  | 0:1  | 1:1  | 2:1  | 35:6 | 70:6 | 84:6 | 79:7 | 78:7 | 59:12 | 89:19 | 94:24 | 51:24 | 12:13 | 0:1  | 654:140 |
| Jahresendposition          | 1120 | 769  | 1131 | –    | –    | –    | –    | –     | –    | 745  | 262  | –    | 4    | 1    | 1    | 2    | 3    | 2     | 3     | 3     | 18    | –     | –    | N/A     |

Zeichenerklärung: S = Turniersieg; F, HF, VF, AF = Einzug ins Finale / Halbfinale / Viertelfinale / Achtelfinale; 1R, 2R, 3R = Ausscheiden in der 1. / 2. / 3. Hauptrunde bzw. Q1, Q2, Q3 = Ausscheiden in der 1. / 2. / 3. Qualifikationsrunde
1 Turnierresultat in Klammern bedeutet, dass der Spieler das Turnier noch nicht beendet hat; es zeigt seinen aktuellen Turnierstatus an. Nachdem der Spieler das Turnier beendet hat, wird die Klammer entfernt.

2 Stand: Karriereende

## Erfolge
| Legende                             |
| Grand Slam (11)                     |
| Masters Grand Prix/WCT Finals (3)   |
| Grand Prix Championship Series (15) |
| Grand Prix World Series (38)        |

| ATP-Titel nach Belag |
| Hartplatz (7)        |
| Sand (32)            |
| Rasen (7)            |
| Teppich (20)         |

### Einzel

#### Turniersiege
| Nr. | Jahr               | Turnier           | Belag         | Finalgegner        | Ergebnis                |
| --- | ------------------ | ----------------- | ------------- | ------------------ | ----------------------- |
| 1.  | 20. Januar 1974    | Auckland          | Rasen         | Onny Parun         | 6:4, 6:3, 6:1           |
| 2.  | 24. Februar 1974   | London            | Hartplatz (i) | Mark Cox           | 6:7, 7:6, 6:4           |
| 3.  | 17. März 1974      | São Paulo (1)     | Hartplatz (i) | Arthur Ashe        | 6:2, 3:6, 6:3           |
| 4.  | 2. Juni 1974       | Rom (1)           | Sand          | Ilie Năstase       | 6:3, 6:4, 6:2           |
| 5.  | 16. Juni 1974      | French Open (1)   | Sand          | Manuel Orantes     | 2:6, 6:7, 6:0, 6:1, 6:1 |
| 6.  | 14. Juli 1974      | Båstad (1)        | Sand          | Adriano Panatta    | 6:3, 6:0, 6:7, 6:3      |
| 7.  | 25. August 1974    | Boston (1)        | Sand          | Tom Okker          | 7:6, 6:1, 6:1           |
| 8.  | 7. Dezember 1974   | Adelaide          | Rasen         | Onny Parun         | 6:4, 6:4, 3:6, 6:2      |
| 9.  | 2. Februar 1975    | Richmond (1)      | Teppich (i)   | Arthur Ashe        | 4:6, 6:4, 6:4           |
| 10. | 12. Februar 1975   | Bologna           | Teppich (i)   | Arthur Ashe        | 7:6, 4:6, 7:6           |
| 11. | 15. Juni 1975      | French Open (2)   | Sand          | Guillermo Vilas    | 6:2, 6:3, 6:4           |
| 12. | 25. August 1975    | Boston (2)        | Sand          | Guillermo Vilas    | 6:3, 6:4, 6:2           |
| 13. | 19. Oktober 1975   | Barcelona (1)     | Sand          | Adriano Panatta    | 1:6, 7:6, 6:3, 6:2      |
| 14. | 15. Februar 1976   | Toronto Indoor    | Teppich (i)   | Vitas Gerulaitis   | 2:6, 6:3, 6:1           |
| 15. | 3. April 1976      | São Paulo (2)     | Teppich (i)   | Guillermo Vilas    | 7:6, 6:2                |
| 16. | 9. Mai 1976        | Dallas            | Teppich (i)   | Guillermo Vilas    | 1:6, 6:1, 7:5, 6:1      |
| 17. | 30. Mai 1976       | Düsseldorf        | Sand          | Manuel Orantes     | 6:2, 6:2, 6:0           |
| 18. | 3. Juli 1976       | Wimbledon (1)     | Rasen         | Ilie Năstase       | 6:4, 6:2, 9:7           |
| 19. | 30. August 1976    | Boston (3)        | Sand          | Harold Solomon     | 6:7, 6:4, 6:1, 6:2      |
| 20. | 15. Oktober 1976   | Hilton Head (1)   | Sand          | Arthur Ashe        | 6:1, 6:2                |
| 21. | 23. Januar 1977    | Boca Raton (1)    | Sand          | Jimmy Connors      | 6:4, 5:7, 6:3           |
| 22. | 6. März 1977       | Memphis           | Teppich (i)   | Brian Gottfried    | 6:4, 6:3, 4:6, 7:5      |
| 23. | 3. April 1977      | Nizza (1)         | Sand          | Guillermo Vilas    | 6:4, 1:6, 6:2, 6:0      |
| 24. | 10. April 1977     | Monte Carlo (1)   | Sand          | Corrado Barazzutti | 6:3, 7:5, 6:0           |
| 25. | 24. April 1977     | Denver            | Teppich (i)   | Brian Gottfried    | 7:5, 6:2                |
| 26. | 2. Juli 1977       | Wimbledon (2)     | Rasen         | Jimmy Connors      | 3:6, 6:2, 6:1, 5:7, 6:4 |
| 27. | 30. September 1977 | Hilton Head (2)   | Sand          | Roscoe Tanner      | 6:4, 7:5                |
| 28. | 16. Oktober 1977   | Madrid            | Sand          | Jaime Fillol       | 6:3, 6:0, 6:7, 7:6      |
| 29. | 23. Oktober 1977   | Barcelona (2)     | Sand          | Manuel Orantes     | 6:2, 7:5, 6:2           |
| 30. | 30. Oktober 1977   | Basel             | Teppich (i)   | John Lloyd         | 6:4, 6:2, 6:3           |
| 31. | 6. November 1977   | Köln              | Teppich (i)   | Wojciech Fibak     | 2:6, 7:5, 6:3           |
| 32. | 20. November 1977  | Wembley           | Hartplatz (i) | John Lloyd         | 6:4, 6:4, 6:3           |
| 33. | 15. Januar 1978    | Birmingham        | Teppich (i)   | Dick Stockton      | 7:6, 7:5                |
| 34. | 22. Januar 1978    | Boca Raton (2)    | Sand          | Jimmy Connors      | 7:6, 3:6, 6:1           |
| 35. | 26. März 1978      | Las Vegas (1)     | Hartplatz     | Vitas Gerulaitis   | 6:5, 5:6, 6:4, 6:5      |
| 36. | 2. April 1978      | Mailand           | Teppich (i)   | Vitas Gerulaitis   | 6:3, 6:3                |
| 37. | 28. Mai 1978       | Rom (2)           | Sand          | Adriano Panatta    | 1:6, 6:3, 6:1, 4:6, 6:3 |
| 38. | 11. Juni 1978      | French Open (3)   | Sand          | Guillermo Vilas    | 6:1, 6:1, 6:3           |
| 39. | 8. Juli 1978       | Wimbledon (3)     | Rasen         | Jimmy Connors      | 6:2, 6:2, 6:3           |
| 40. | 23. Juli 1978      | Båstad (2)        | Sand          | Corrado Barazzutti | 6:1, 6:2                |
| 41. | 5. November 1978   | Tokio Indoor (1)  | Teppich (i)   | Brian Teacher      | 6:3, 6:4                |
| 42. | 4. Februar 1979    | Richmond (2)      | Teppich (i)   | Guillermo Vilas    | 6:3, 6:1                |
| 43. | 11. Februar 1979   | Boca Raton (3)    | Sand          | Jimmy Connors      | 6:2, 6:3                |
| 44. | 8. April 1979      | Rotterdam         | Teppich       | John McEnroe       | 6:4, 6:2                |
| 45. | 15. April 1979     | Monte Carlo (2)   | Sand          | Vitas Gerulaitis   | 6:2, 6:1, 6:3           |
| 46. | 29. April 1979     | Las Vegas (2)     | Hartplatz     | Jimmy Connors      | 6:3, 6:2                |
| 47. | 11. Juni 1979      | French Open (4)   | Sand          | Víctor Pecci       | 6:3, 6:1, 6:7, 6:4      |
| 48. | 7. Juli 1979       | Wimbledon (4)     | Rasen         | Roscoe Tanner      | 6:7, 6:1, 3:6, 6:3, 6:4 |
| 49. | 22. Juli 1979      | Båstad (3)        | Sand          | Balázs Taróczy     | 6:1, 7:5                |
| 50. | 19. August 1979    | Toronto           | Hartplatz     | John McEnroe       | 6:3, 6:3                |
| 51. | 23. September 1979 | Palermo           | Sand          | Corrado Barazzutti | 6:4, 6:0, 6:4           |
| 52. | 4. November 1979   | Tokio Indoor (2)  | Teppich (i)   | Jimmy Connors      | 6:2, 6:2                |
| 53. | 9. Dezember 1979   | Montreal          | Teppich (i)   | Jimmy Connors      | 6:4, 6:2, 2:6, 6:4      |
| 54. | 13. Januar 1979    | New York City (1) | Teppich (i)   | Vitas Gerulaitis   | 6:2, 6:2                |
| 55. | 10. Februar 1980   | Boca Raton (4)    | Sand          | Vitas Gerulaitis   | 6:1, 5:7, 6:1           |
| 56. | 24. Februar 1980   | Salisbury         | Teppich (i)   | Vijay Amritraj     | 7:5, 6:1, 6:3           |
| 57. | 30. März 1980      | Nizza (2)         | Sand          | Manuel Orantes     | 6:2, 6:0, 6:1           |
| 58. | 6. April 1980      | Monte Carlo (3)   | Sand          | Guillermo Vilas    | 6:1, 6:0, 6:2           |
| 59. | 27. April 1980     | Las Vegas (3)     | Hartplatz     | Harold Solomon     | 6:3, 6:1                |
| 60. | 8. Juni 1980       | French Open (5)   | Sand          | Vitas Gerulaitis   | 6:4, 6:1, 6:2           |
| 61. | 6. Juli 1980       | Wimbledon (5)     | Rasen         | John McEnroe       | 1:6, 7:5, 6:3, 6:7, 8:6 |
| 62. | 10. November 1980  | Stockholm         | Teppich (i)   | John McEnroe       | 6:3, 6:4                |
| 63. | 18. Januar 1980    | New York City (2) | Teppich (i)   | Ivan Lendl         | 6:4, 6:2, 6:2           |
| 64. | 7. Juni 1981       | French Open (6)   | Sand          | Ivan Lendl         | 6:1, 4:6, 6:2, 3:6, 6:1 |
| 65. | 19. Juli 1981      | Stuttgart         | Sand          | Ivan Lendl         | 1:6, 7:6, 6:2, 6:4      |
| 66. | 27. September 1981 | Genf              | Sand          | Tomáš Šmíd         | 6:4, 6:3                |

#### Finalteilnahmen
| Nr. | Jahr               | Turnier                 | Belag         | Finalgegner         | Ergebnis                  |
| --- | ------------------ | ----------------------- | ------------- | ------------------- | ------------------------- |
| 1.  | 21. April 1973     | Monte Carlo             | Sand          | Ilie Năstase        | 4:6, 1:6, 2:6             |
| 2.  | 16. Juni 1973      | Beckenham               | Rasen         | Alexander Metreweli | 3:6, 8:9                  |
| 3.  | 30. September 1973 | Alamo                   | Hartplatz     | Roy Emerson         | 7:5, 1:6, 4:6             |
| 4.  | 11. November 1973  | Stockholm               | Hartplatz (i) | Tom Gorman          | 3:6, 6:4, 6:7             |
| 5.  | 25. November 1973  | Buenos Aires            | Sand          | Guillermo Vilas     | 6:3, 7:6, 4:6, 6:6 aufgg. |
| 6.  | 3. März 1974       | Barcelona (1)           | Teppich (i)   | Arthur Ashe         | 4:6, 6:3, 3:6             |
| 7.  | 21. April 1974     | Houston                 | Sand          | Rod Laver           | 6:7, 2:6                  |
| 8.  | 12. Mai 1974       | Dallas (1)              | Teppich (i)   | John Newcombe       | 6:4, 3:6, 3:6, 2:6        |
| 9.  | 11. August 1974    | Indianapolis            | Sand          | Jimmy Connors       | 7:5, 3:6, 4:6             |
| 10. | 13. Oktober 1974   | Madrid                  | Sand          | Ilie Năstase        | 4:6, 7:5, 2:6, 6:4, 4:6   |
| 11. | 1. November 1974   | Hilton Head Island      | Sand          | Ilie Năstase        | 6:7, 3:6                  |
| 12. | 23. Februar 1975   | Barcelona (2)           | Teppich (i)   | Arthur Ashe         | 6:7, 3:6                  |
| 13. | 16. März 1975      | München                 | Teppich (i)   | Arthur Ashe         | 4:6, 6:7                  |
| 14. | 11. Mai 1975       | Dallas (2)              | Teppich (i)   | Arthur Ashe         | 6:3, 4:6, 4:6, 0:6        |
| 15. | 7. Dezember 1975   | Masters (Stockholm) (1) | Teppich (i)   | Ilie Năstase        | 2:6, 2:6, 1:6             |
| 16. | 1. Februar 1976    | Philadelphia            | Teppich (i)   | Jimmy Connors       | 6:7, 4:6, 0:6             |
| 17. | 12. September 1976 | US Open (1)             | Sand          | Jimmy Connors       | 4:6, 6:3, 6:7, 4:6        |
| 18. | 13. März 1977      | Johannesburg            | Hartplatz     | Guillermo Vilas     | kampflos                  |
| 19. | 8. Januar 1978     | Masters (New York) (2)  | Teppich (i)   | Jimmy Connors       | 4:6, 6:1, 4:6             |
| 20. | 10. September 1978 | US Open (2)             | Hartplatz     | Jimmy Connors       | 4:6, 2:6, 2:6             |
| 21. | 6. Mai 1979        | Dallas (3)              | Teppich (i)   | John McEnroe        | 5:7, 6:4, 2:6, 6:7        |
| 22. | 18. August 1980    | Toronto                 | Hartplatz     | Ivan Lendl          | 6:4, 4:5 aufgg.           |
| 23. | 7. September 1980  | US Open (3)             | Hartplatz     | John McEnroe        | 6:7, 1:6, 7:6, 7:5, 4:6   |
| 24. | 19. Oktober 1980   | Basel                   | Sand          | Ivan Lendl          | 3:6, 2:6, 7:5, 6:0, 4:6   |
| 25. | 29. März 1981      | Mailand                 | Teppich (i)   | John McEnroe        | 6:7, 4:6                  |
| 26. | 4. Juli 1981       | Wimbledon               | Rasen         | John McEnroe        | 6:4, 6:7, 6:7, 4:6        |
| 27. | 13. September 1981 | US Open (4)             | Hartplatz     | John McEnroe        | 6:4, 2:6, 4:6, 3:6        |

### Doppel

#### Turniersiege
| Nr. | Datum            | Turnier   | Belag       | Partner         | Finalgegner                 | Ergebnis                |
| --- | ---------------- | --------- | ----------- | --------------- | --------------------------- | ----------------------- |
| 1.  | 17. Februar 1974 | Bologna   | Teppich (i) | Ove Bengtson    | Arthur Ashe Roscoe Tanner   | 6:4, 5:7, 4:6, 7:6, 6:2 |
| 2.  | 23. Februar 1974 | London    | Hartplatz   | Ove Bengtson    | Mark Farrell John Lloyd     | 7:6, 6:3                |
| 3.  | 13. Juli 1975    | Båstad    | Sand        | Ove Bengtson    | Juan Gisbert Manuel Orantes | 7:63, 7:5               |
| 4.  | 19. Oktober 1975 | Barcelona | Sand        | Guillermo Vilas | Wojciech Fibak Karl Meiler  | 3:6, 6:4, 6:3           |

#### Finalteilnahmen
| Nr. | Datum           | Turnier     | Belag   | Partner         | Finalgegner                      | Ergebnis      |
| --- | --------------- | ----------- | ------- | --------------- | -------------------------------- | ------------- |
| 1.  | 1. Oktober 1972 | Albany      | Teppich | Ove Bengtson    | Bob Hewitt Frew McMillan         | 2:6, 6:2, 2:6 |
| 2.  | 14. Juli 1974   | Båstad      | Sand    | Ove Bengtson    | Paolo Bertolucci Adriano Panatta | 6:3, 2:6, 4:6 |
| 3.  | 19. April 1976  | Monte Carlo | Sand    | Guillermo Vilas | Wojciech Fibak Karl Meiler       | 6:7, 1:6      |

## Filme
- 2017: Borg/McEnroe – Filmbiografie, Regie: Janus Metz, Drehbuch: Ronnie Sandahl